# Gino Cervi
Pour les articles homonymes, voir Cervi (homonymie).
Gino Cervi (en italien : [ˈdʒiːno ˈtʃɛrvi]) est un acteur italien né le 3 mai 1901 à Bologne (Émilie-Romagne) et mort le 3 janvier 1974 à Punta Ala (Toscane).

## Biographie

### Jeunesse et études
Fils du critique théâtral Antonio Cervi (1862-1923) et d'Angela Dall'Alpi, Luigi Cervi, dit "Gino", naît dans le quartier Santo Stefano à Bologne.

### Carrière
Passionné dès son enfance par le théâtre, il intègre en 1924, à la mort de son père, la compagnie d'Alda Borelli. Il modifie à cette occasion son prénom en Gino. L'année suivante il est engagé par Luigi Pirandello au Théâtre d'art de Rome, troupe avec laquelle il joue notamment Six Personnages en quête d'auteur lors d'une tournée internationale. De 1927 à 1930, il se produit avec la compagnie d'Annibale Bertone où il rencontre Ninì Gordini qu'il épouse en 1928. En 1938, il crée avec Andreina Pagnani, Paolo Stoppa et Rina Morelli la compagnie du théâtre Eliseo de Rome avec laquelle il se produit jusqu'en 1942.
Il fait des débuts discrets au cinéma en 1932 dans L'armata azzurra de Gennaro Righelli, avant d'être remarqué par Alessandro Blasetti avec lequel il tourne trois films : Aldebaran (1935), Ettore Fieramosca (1938) et Une aventure de Salvator Rosa (1939) qui lui apportent la notoriété.

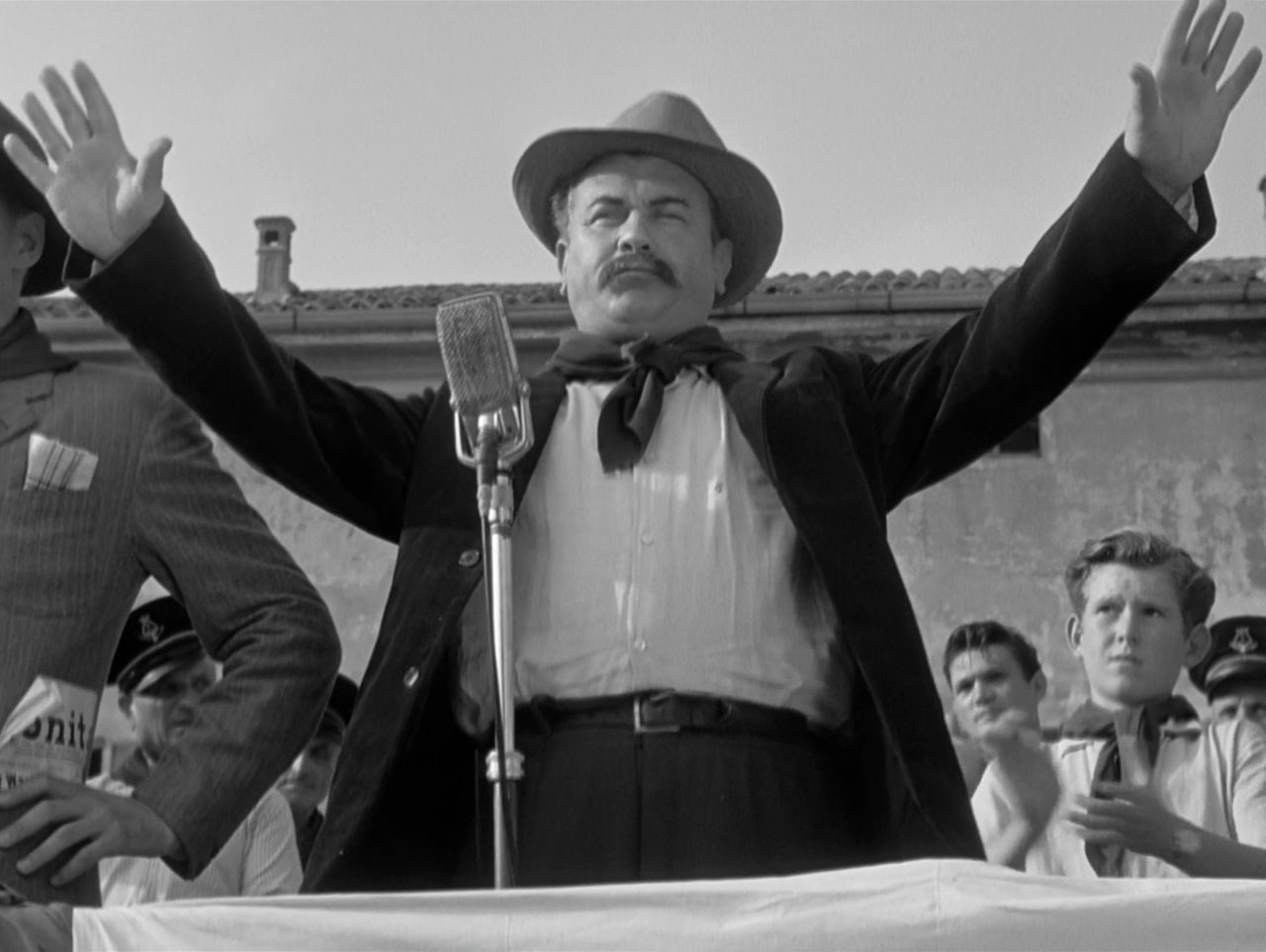
Gino Cervi dans Le Petit Monde de don Camillo (1952).

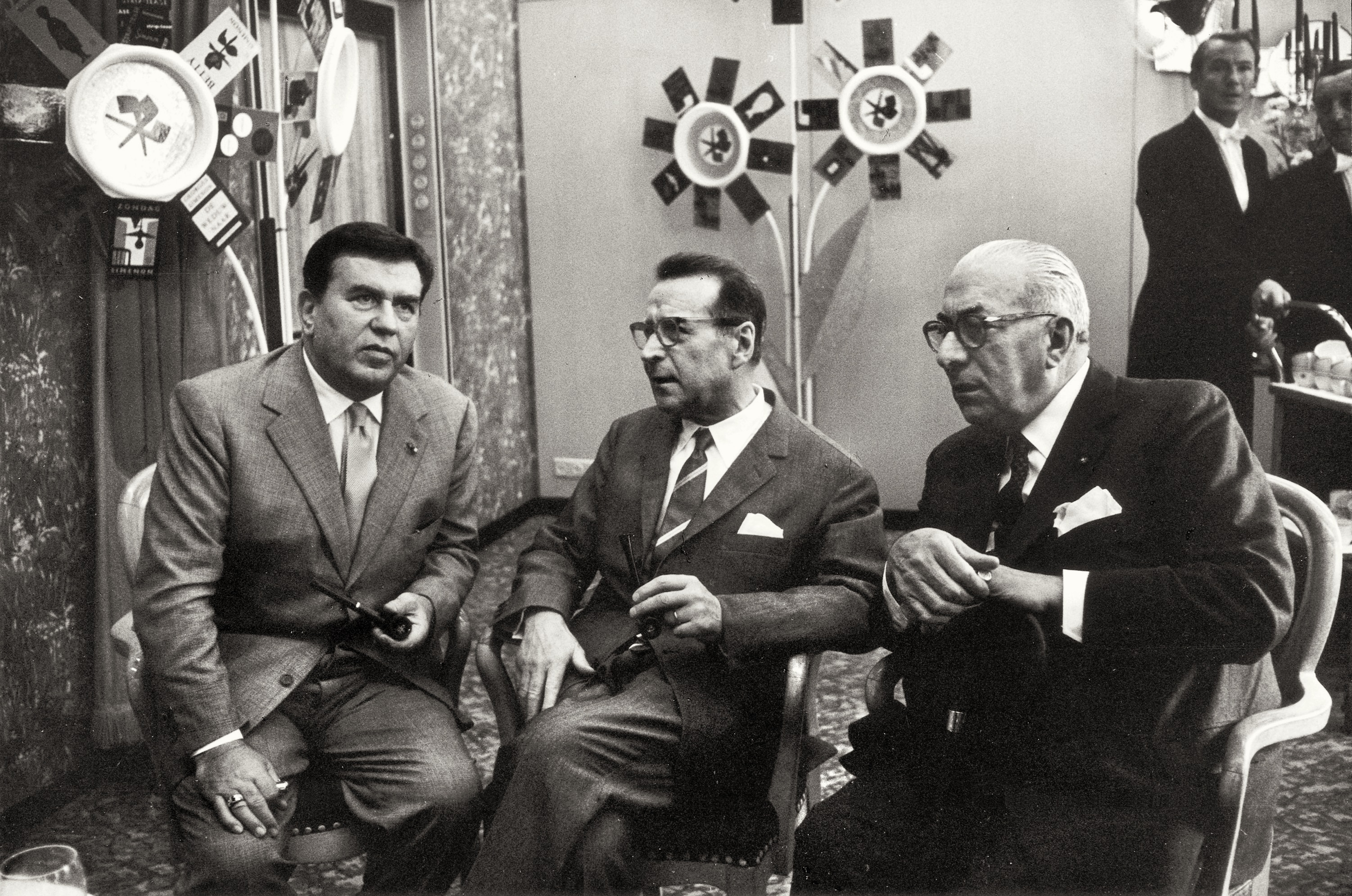
Gino Cervi (à gauche) avec l'auteur des romans Georges Simenon (au centre) et l'editeur italien Arnoldo Mondadori.

Par la suite, il incarne entre autres Jean Valjean dans la version italienne des Misérables (1948) de Riccardo Freda mais c'est surtout grâce à son incarnation de Peppone, le maire communiste de Brescello adversaire de Don Camillo (Fernandel), qu'il acquiert une renommée internationale, endossant le rôle à cinq reprises sur une période de 13 ans (1952-1965). Un sixième film, mis en scène par Christian-Jaque, reste inachevé en raison du décès de Fernandel.
Outre la série des Don Camillo, Cervi et Fernandel ont joué ensemble dans Le Grand Chef (1959), En avant la musique (1962) et Le Bon Roi Dagobert (1963), dans lequel Cervi interprète saint Éloi.
Dans les années 1960, il incarne le commissaire Maigret pendant six ans pour la télévision italienne, série qui donnera également un film pour le grand écran, Le Commissaire Maigret à Pigalle (1966) de Mario Landi, produit par son fils, Antonio Cervi.
Il participe également au doublage italien de plusieurs films, prêtant sa voix entre autres à Clark Gable (New York-Miami), Michael Redgrave (Le deuil sied à Électre), Laurence Olivier (Hamlet), James Mason (Pandora) ou encore James Stewart (Harvey). 
Il prend sa retraite en 1972 et meurt deux ans plus tard d'un œdème pulmonaire. Il est enterré au cimetière Flaminio à Rome, aux côtés de son épouse et de son fils.

### Vie privée
En 1928, Gino Cervi épouse Angela Rosa Gordini dite Ninì (1907-1978), avec laquelle il a un fils, Antonio (1929-2002).
Après avoir été sensible à la rhétorique fasciste et participé à la marche sur Rome dans sa jeunesse, il se rapprocha plus tard du centre libéral, critiquant ses premiers engagements au travers de films tels que La Longue Nuit de 43 (1960) de Florestano Vancini. Il soutient la Démocratie chrétienne lors des élections administratives de Rome en 1967, avant d'être élu conseiller régional du Lazio pour le Parti libéral italien en 1970.
Il a été initié à la franc-maçonnerie en 1946 au sein de la Grande Loge d'Italie dans la loge « Palingenesi » de Rome, avant d'être affilié en 1947 à la loge « Gustavo Modena ».

## Théâtre
- 1945 : Les Parents terribles de Jean Cocteau, mise en scène Luchino Visconti

## Filmographie

### Cinéma
- 1934 : Frontière de Cesare Meano et Mario Carafoli
- 1935 : Aldebaran d'Alessandro Blasetti
- 1936 : Les Deux Sergents (I due sergenti) d'Enrico Guazzoni
- 1938 : Ettore Fieramosca d'Alessandro Blasetti
- 1939 : Une aventure de Salvator Rosa (Un'avventura di Salvator Rosa) d'Alessandro Blasetti
- 1940 : La Couronne de fer (La Corona di ferro) d'Alessandro Blasetti : Sedemondo
- 1940 : Melodie eterne de Carmine Gallone
- 1942 : Quatre Pas dans les uages (Quattro passi fra le nuvole) d'Alessandro Blasetti
- 1942 : La regina di Navarra de Carmine Gallone
- 1943 : Tristi amori de Carmine Gallone
- 1944 : La locandiera de Luigi Chiarini
- 1945 : Les Ennuis de monsieur Travet (Le miserie del Signor Travet) de Mario Soldati
- 1946 : L'Aigle noir (Aquila Nera) de Riccardo Freda
- 1947 : Daniele Cortis de Mario Soldati
- 1948 : Les Misérables ou L'Évadé du bagne (I Miserabili) de Riccardo Freda : Jean Valjean
- 1948 : Anna Karénine (Anna Karenina) de Julien Duvivier : Enrico
- 1949 : Guglielmo Tell (Guillaume Tell) de Giorgio Pàstina
- 1949 : Fabiola (Fabiola) d'Alessandro Blasetti : Quadrato
- 1949 : La Flamme qui ne s'éteint pas de Vittorio Cottafavi
- 1951 : Cameriera bella presenza offresi... de Giorgio Pàstina : Filiberto Morrucchi, le fiancé
- 1951 : Il caimano del Piave de Giorgio Bianchi
- 1951 : Le Christ interdit (Il Cristo proibito) de Curzio Malaparte : le sacristain
- 1952 : Le Petit Monde de don Camillo de Julien Duvivier : Peppone
- 1952 : Histoires interdites (Tre storie proibite) d'Augusto Genina : le père de Gianna
- 1952 : La Reine de Saba (La regina di Saba) de Pietro Francisci : Salomon de Jérusalem
- 1952 : La Dame sans camélia (La signora senza camelie) de Michelangelo Antonioni : Ercolino
- 1952 : Une femme pour une nuit (Moglie per una notte) de Mario Camerini
- 1953 : Néron et Messaline (Nerone e Messalina) de Primo Zeglio
- 1953 : Le Retour de don Camillo de Julien Duvivier : Peppone
- 1953 : Station Terminus (Stazione Termini) de Vittorio De Sica : le commissaire
- 1953 : Les Trois Mousquetaires d'André Hunebelle : Porthos
- 1954 : Si Versailles m'était conté… de Sacha Guitry : Cagliostro
- 1954 : Maddalena d'Augusto Genina : don Vincenzo
- 1954 : Femmes libres (Una donna libera) de Vittorio Cottafavi : Massimo Marchi
- 1955 : La Grande Bagarre de don Camillo (Don Camillo e l'Onorevole Peppone) de Carmine Gallone : Peppone
- 1955 : Frou-frou d'Augusto Genina : le prince Vladimir Bibinsky
- 1956 : Guardia, guardia scelta, brigadiere e maresciallo, de Mauro Bolognini
- 1956 : Le Château des amants maudits (Beatrice Cenci) de Riccardo Freda : Francesco Cenci
- 1957 : Le Fils de cheik (Gli amanti del deserto) : Ibrahim
- 1957 : Belles de l'air (Le belle dell'aria) de Mario Costa et Eduardo Manzanos Brochero : Don Fogazza
- 1958 : Sans famille d'André Michel : Vitalis
- 1959 : Sous le signe de Rome (Nel segno di Roma) de Guido Brignone : l'empereur Aurélien
- 1959 : Le Grand Chef d'Henri Verneuil : Paolo
- 1959 : R.P.Z. appelle Berlin de Ralph Habib
- 1960 : Guet-apens à Tanger (Agguato a Tangeri) de Riccardo Freda
- 1960 : La Charge de Syracuse (L'assedio di Siracusa) de Pietro Francisci
- 1960 : Les Mystères d'Angkor (Herrin der Welt) de William Dieterle : le professeur Johanson
- 1960 : La Longue Nuit de 43 (La lunga notte del '43) de Florestano Vancini : Carlo Aretusi
- 1961 : Don Camillo Monseigneur (Don Camillo monsignore ma non troppo) de Carmine Gallone : Peppone
- 1961 : Quelle joie de vivre (Che gioia vivere) de René Clément : Olinto Fossati
- 1962 : Le crime ne paie pas de Gérard Oury : l'Inquisiteur
- 1962 : La Nonne de Monza (La monaca di Monza) de Carmine Gallone : Federico Borromeo
- 1962 : En avant la musique de Giorgio Bianchi : Mario Venicio
- 1963 : Le Bon Roi Dagobert de Pierre Chevalier : saint Éloi
- 1963 : Gli onorevoli de Sergio Corbucci
- 1963 : Avventura al motel de Renato Polselli
- 1964 : Becket de Peter Glenville : le cardinal Zambelli
- 1965 : Don Camillo en Russie (Il compagno don Camillo) de Luigi Comencini : Peppone
- 1967 : Le Commissaire Maigret à Pigalle (Maigret a Pigalle) de Mario Landi : le commissaire Maigret
- 1970 : Don Camillo et ses contestataires (inachevé) de Christian-Jaque : Peppone
- 1972 : Uccidere in silenzio de Giuseppe Rolando
- 1972 : Fratello ladro de Giuseppe Rolando

### Télévision
- 1964-1972 : Le inchieste del commissario Maigret